# Eerste Kamerverkiezingen 2011/Kandidatenlijst/50PLUS
De kandidatenlijst voor de Eerste Kamerverkiezingen 2011 van 50PLUS werd als volgt vastgesteld:

## Lijst
1. Jan Nagel
2. Martine Baay-Timmerman
3. Michel van Hulten
4. Henk Krol
5. Cees Steendam Visser
6. Cor Slothouber
7. John Peters
8. Mieke Hoek
9. Leo Meerts
10. Dieuwke van der Haak
11. Roy Ho Ten Soeng
12. Willem Holthuizen
13. Otto Velling
14. Alexander Münninghoff